# Christus, Oratorium
Christus, Oratorium nach lateinischen Texten aus der heiligen Schrift und der katholischen Liturgie, is een oratorium van Franz Liszt. Het is gecompleteerd in 1866 en heeft drie delen: 1. Teil: Weihnachts-Oratorium; 2. Teil: Nach Epiphania; 3. Teil: Passion und Auferstehung

## Beschouwing
Dit oratorium wordt in de huidige concertpraktijk bijna niet meer opgevoerd. Veel oratoria zijn in een vergeethoekje terechtgekomen en de oratoria die nog wel redelijk veel opgevoerd worden zijn op één hand te tellen: Haydns Die Jahreszeiten en Die Schöpfung en Händels Messiah bijvoorbeeld. In het Engelse taalgebied wordt Elgars The Dream of Gerontius nog veel uitgevoerd, evenals John Stainers The crucifixion.
Een uitleg is mogelijk als men de reden waarom een oratorium ontstaat, meetelt en erbij betrekt dat elk oratorium een zeer individuele ontstaansgeschiedenis heeft. Maar een praktische consequentie is ook dat in ons tijdperk van reizende dirigenten het repeteren van een werk dat zo’n drie uur kan duren te veel tijd vergt om het goed en gedegen te doen. In de repetitietijd die men er voor nodig heeft kan men twee tot drie concertprogramma’s oefenen. Denk ook aan de behoorlijke kosten voor medewerkenden. Een uitvoering van Christus vereist zeker een orkest van 80 man, een koor van 150, een organist en enkele goede solisten. Een andere praktische reden is dat de uitvoering van een onbekend werk misschien geen uitverkochte zaal (of kerk) trekt. 
Daarnaast is het tijdens het ontstaan van Christus (1860) al zo dat opera in de Europese muziek de alleenheerschappij had verworven, vooral door de enorme populariteit van Richard Wagner (en zijn volgelingen). Bedenk daarbij de ongekende populariteit van Giuseppe Verdi en het componeren van een oratorium in die tijd lijkt al bij voorbaat een verloren race. Het oratorium verkeerde in een vacuümpositie. Er waren geen koninklijke beschermers meer voor, zoals Händel had, de interesse van het concertpubliek nam sterk af en de Katholieke kerk bestelde geen oratoria meer. Feitelijk waren de laatste oratoria van Haydn (Die Jahreszeiten en Die Schöpfung) de afsluiting van een tijdperk. Kijken we naar Liszt, dan had de Katholieke kerk ook geen behoefte aan een associatie met een persoon die de kerkmuziek wilde hervormen en zo’n rusteloze persoonlijkheid was. Zijn muziek was veel te modern en veel te wereldlijk voor hen. 
Dit alles kan niet tegenhouden dat Liszts Christus een hoogstmodern werk is en terwijl hij teruggreep naar oude Gregoriaanse melodieën en harmonieën, hij ook een vormmengsel componeerde. Naast monothematiek treffen we ook de romantische idealen aan. Liszts toonzetting is hoogst subjectief en programmatisch. Enkele delen uit het werk zouden zó symfonische gedichten kunnen zijn, bijvoorbeeld het openingsdeel Rorate coeli, of een aria uit een Italiaanse opera (het Tristis est anima mea, nummer 11). 
Ook het gebruik van het orkestapparaat en het koor waren (te) modern. De 15 minuten lange introductie door het orkest was voor het toenmalige publiek niet te begrijpen, ‘waar blijft het koor?’ en een deel met alleen een zacht zingend koor met orgelbegeleiding ook al niet. Liszt was weer zijn tijd ver vooruit.

## Beschrijving
De componist schreef het volgende over de geboorte van zijn Christus: “Het idee voor dit werk ontstond zo ongeveer in het midden van de jaren 1850. Samen met Wagner sprak ik hier veel met hem over in Zürich. Maar ik begon pas in 1864 er aan te werken, in de Santa Francesca Romana-kerk en de Monte Mario; ik had moeite om voortgang te boeken maar in 1866 was het werk wel veelal compleet…”

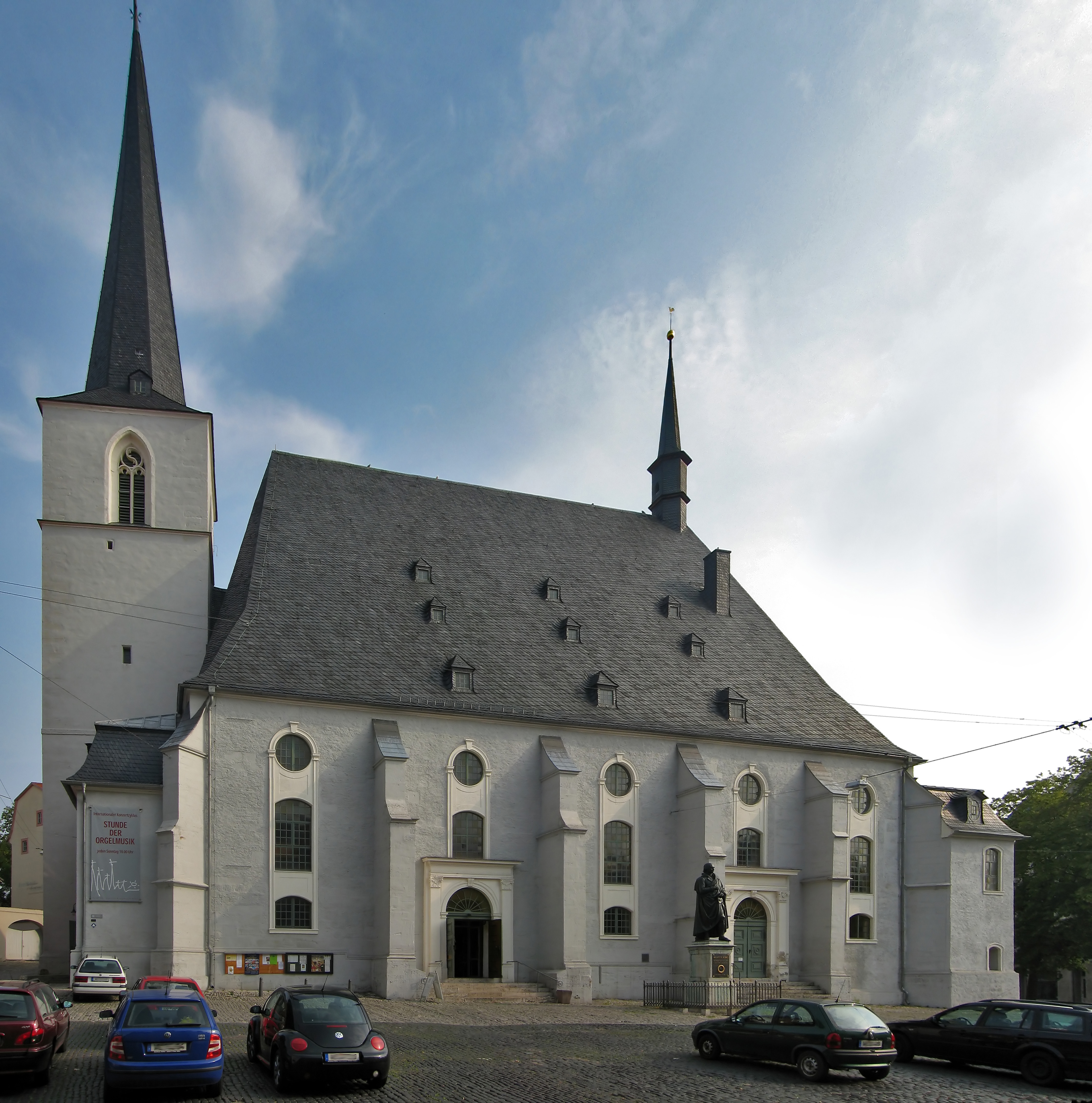
Herderkirche Weimar.

Eerst wilde Liszt de tekst samenstellen met de Georg Herwegh maar zijn aandacht verschoof later naar de tekst van Friedrich Rückerts Evangelienharmonie. Weer later vroeg hij de bevriende componist Peter Cornelius tekst te schrijven op ideeën die hem door Prinses Sayn-Wittgenstein waren aangereikt. Dit alles beviel Liszt kennelijk niet, want uiteindelijk deed hij alles zelf en koos tekst uit verschillende bronnen: delen uit de Bijbel, middeleeuwse hymnen en de liturgie.
De voltooiing van het werk duurde 13 jaar, van idee (± 1855) tot 1868), maar Liszt werkte er niet continu aan. Hij werkte vaak aan meer dan 20 composities tegelijk. Twaalf van de 14 delen componeerde hij zelfs relatief snel: tussen 1863 en 1867 in de Villa Felice in Rome. Het eerste deel van het oratorium - het Weihnachts-Oratorium - beleefde zijn première in 1871 in Wenen onder leiding van de componist Anton Rubinstein. Anton Bruckner speelde de orgelpartij. 
De wereldpremière van het totale werk was in 1873 in de Herderkerk in Weimar. Liszt dirigeerde. Voor deze gelegenheid was een orkest van 300 musici bijeengeroepen die bestond uit musici uit Jena, Erfurt, Sonderhausen en natuurlijk Weimar. Er waren vele prominenten aanwezig: Richard Wagner met Cosima Liszt, Daniela von Bülow en enkele Hongaarse hoogwaardigheidsbekleders. Liszt was niet zo tevreden over deze uitvoering en roemde later de première in Pest, in het Vigadó theater, in 1873 onder leiding van János Richter.

## Muziek en inhoud
Liszt, als eeuwige innovator, bevrijdde dit oratorium van recitatieven en aria’s, zeer vooruitstrevend voor die tijd. Voor de inhoud refereerde hij aan de muzikale oorsprong, zoals Gregoriaanse modellen.
Het oratorium heeft drie delen en deze kennen een aantal subdelen.
1. Oratorium in Nativate Domini (‘Weihnachts-Oratorium’)
- Rorate coeli - een orkestrale introductie op de Gregoriaanse melodie ‘Rorate coeli desuper’;
- Angelus Domini (‘Pastorale und Verkündigung des Engels’) - voor sopraan, tenor, koor en orkest;
- Stabat Mater speciosa (‘Hymnus’) - voor koor en orgel;
- Pastorale (‘Hirtenspiel an der Krippe’) - een pastoraal deel voor orkest;
- Et ecce stella (‘Die heiligen drei Köninge’) - mars voor orkest.

2. Nach Epiphania
- Beati pauperes spiritu (‘Der Seligpreisenden’) - voor bariton, koor en orgel;
- Pater Noster (‘Das Gebet der Herrn’) - voor koor en orgel;
- Tu es Petrus (‘Die Gründung der Kirche’) - voor koor en orkest;
- Et ecce motus magnus (‘Das Wunder’) - voor bariton, koor en orkest;
- Hosanna, benedictus qui venit (‘Der Einzug in Jerusalem’) - voor solisten, koor en orkest.

3. Passio und Auferstehung (Passio et resurrectio)
- Tristis et anima mea! (‘Meine Seele ist betrübt’) - voor bariton en orkest;
- Stabat mater dolorosa - voor solisten, koor en orkest;
- O filii et filiae (‘Oster-Hymne’) - voor vrouwenkoor en harmonium;
- Resurrexit - voor solisten, koor en orkest.